# Metin (Lahane Oriental)
Metin ist eine osttimoresische Aldeia. Sie liegt im Zentrum des Sucos Lahane Oriental (Verwaltungsamt Nain Feto, Gemeinde Dili). Metin bildet den traditionellen Stadtteil Mota Ulun (West). Im Norden grenzt Metin an die Aldeia Marabia, im Nordosten an die Aldeia Temporal, im Südosten an die Aldeia Sare und im Südwesten an die Aldeia Suhu Rama. An der Ostgrenze von Metin verläuft der Bemori, ein Nebenfluss des Mota Claran, der nur in der Regenzeit Wasser führt.
In Metin leben 1373 Menschen (2015).